# Laureano Acuña
Laureano Augusto Acuña Díaz (Barranquilla, 23 de marzo de 1971) es un político colombiano, miembro del Partido Conservador Colombiano.
En el año 2014 fue elegido Senador de la República con 85.668 votos al 2022. En las Elecciones legislativas de Colombia de 2010 fue elegido Representante a la cámara con 61.632 votos.[cita requerida]

## Biografía
Nació en Barranquilla. Estudió derecho en la Universidad Simón Bolívar. Sus impulsores de la política Efraín Cepeda, Jorge Gerlein y Fuad Char. Su trayectoria empezó como líder comunitario en su ciudad natal, se desempeñó como concejal de Barranquilla entre 2000-2009. Entre 2010-2014 fue representante de la cámara por Atlántico y entre 2014-2022 fue senador de la República por el partido Conservador.
Durante su cargo como congresista se detectaron irregularidades y presunta participación indirecta de compra de votos para el cargo de la senadora Aída Merlano que fue suspendida y posteriormente capturada en 2018, así encontraron evidencias que tuvo injerencia en violaciones de leyes electorales.